# Europese weg 772
De Europese Weg 772 of E772 is een Europese weg die loopt van Jablanitsa in Bulgarije naar Sjoemen in Bulgarije.

## Algemeen
De Europese weg 772 is een Klasse B-verbindingsweg en verbindt het Bulgaarse Jablanica met het Bulgaarse Sjoemen en komt hiermee op een afstand van ongeveer 260 kilometer. De route is door de UNECE als volgt vastgelegd: Jablanica - Velico Tirnovo - Sjoemen.